# Aporum indivisum
Aporum indivisum é uma espécie de orquídea epífita de hábito pendente e flores pequenas, que habita da Indochina à Malásia.